# Karanes
Les Karanes ou Karana, ou indo pakistanais de Madagascar sont des indo-pakistanais musulmans, pour la plupart émigrés à Madagascar dès la fin du XIXe siècle puis plus tardivement (pour une petite partie d'entre eux) à la Réunion.
Par abus de langage, l'appellation « karane » peut parfois être utilisée pour désigner l'ensemble de la communauté indo-malgache, incluant ainsi les Banians, qui sont hindous.

## Étymologie
Le terme Karanes ou Karana désigne les indo-pakistanais musulmans émigrés à Madagascar à la fin du XVIIe siècle, pour la plupart chiites mais dont une partie se rattache a la branche sunnite. Cette expression pourrait venir du mot Quran (Coran), qui serait originaire des campagnes puis passée aujourd'hui dans le langage courant. Néanmoins, il est plus probable que le nom descende du sanskrit करण (karaṇa), qui veut dire « scribe » ou « agent », duquel sont dérivés des termes similaires dans les langues de l'océan indien et d'Asie du Sud-Est, tels que l'arabe كراني (karrāniyy), le swahili karani, le malais kerani ou le tagalog kawani. L'ensemble  de ces termes peuvent signifier « greffier », « secrétaire », « agent » ou « employé ». L'hindi किरानी (Kirânî) ou Karânî est communément employé en Inde pour désigner les secrétaires écrivant en anglais. Des noms dérivés de करण (karaṇa) se retrouvent également en Inde méridionale, pour désigner les comptables et notaires traditionnels, tels que karaṇaṁ ou karṇam (télougou : కరణం ; tamoul : கர்ணம்), et kulkarṇī (marathe : कुलकर्णी ; canarais : ಕುಲಕರಣಿ).

## Origines
La plupart des Karanes sont originaires de régions à la frontière de l'Inde du nord et de l'actuel Pakistan (les régions du Kutch et de Kâthiâwar dans le Gujarat, et le Sindh). À leur arrivée sur l'île, cette différenciation n’apparaissait pas, puisque l’on parlait plutôt d'« Empire britannique des Indes », qui comprenait le futur Pakistan et l'Inde. Cependant, presque tous sont issus de communautés goudjaratiphones,, impliquant donc une ancestralité originelle limitée à l'actuel état indien du Gujarat. 
Une partie d'entre eux ne sont pas citoyens malgaches bien que présents sur l'île depuis deux siècles. Nombreux sont ainsi ceux qui, après l'indépendance de l'île, ont conservé la nationalité française puisqu'ils n'en avaient pas d'autre. La majorité des Karanes qui ne sont pas citoyens malgaches ni français ont la nationalité indienne. Une part considérable de la communauté connaît également la situation d'apatridie, consécutive à l'indépendance de Madagascar. Un certain nombre d'individus ont ainsi opté pour la nationalité pakistanaise, acquise en vertu d'une appartenance indo-islamique (le Pakistan ayant été fondé « pour » les musulmans du sous-continent indien) et non d'une ascendance réelle provenant d'un territoire pakistanais.

## Personnalités d'origine karane
- Ylias Akbaraly,  homme d’affaires le plus riche de Madagascar[6].
- Amyne H. Ismail, homme d'affaires franco-malgache, directeur général de la société malgache Unima, spécialisée dans l'aquaculture.
- Hassanein Hiridjee, homme d'affaires malgache d'origine indienne, qui dirige le groupe Axian une entreprise panafricaine, un influenceur d'Afrique.
- Iqbal Rahim, est un homme d'affaires malgache d'origine indienne, M. Rahim a fondé le Groupe Galana en 1991.
- Karim Barday, est un homme d'affaires malgache d'origine Karane né sous le ciel de Antananarivo à Madagascar le 27 juin 1967, Karim Barday a créé le Groupe Basan.